# Paraíso do Tocantins
Paraíso do Tocantins é um município do estado do Tocantins, na Região Norte do Brasil. Situa-se na região geográfica intermediária de Palmas, e na região geográfica imediata de Paraíso do Tocantins, sendo a quinta cidade mais populosa do estado, com 52.360 habitantes.
A cidade, considerada em 2019 como "a mais feliz do Tocantins", é a referência econômica da região de planejamento do Vale do Araguaia, com economia alicerçada na prestação de serviço e no comércio, os quais são responsáveis por 46,42% do PIB da regional, resultado este amparado pelos fluxos rodoviários interconectados pelas rodovias BR-153, também conhecida como Transbrasiliana, ou Belém-Brasília; e pela TO-080, distando-se da capital, Palmas, em 63 quilômetros.
Paraíso do Tocantins tem como árvore-símbolo o ipê-amarelo. Seu principal atrativo turístico é a Serra do Estrondo – uma Área de Proteção Ambiental. O local possui mirante com vista panorâmica para a cidade, capela, academia ao ar livre, trilha, quiosque e um centro de vivência.
O município também figura na região como polo do agronegócio, sendo referência tanto na agricultura, especialmente no cultivo de soja, cana-de-açúcar e milho; quanto na pecuária, onde se destaca a bovinocultura. Assim, o município acolhe empreendimentos frigoríficos, centros de distribuição, agroindústrias, além de concessionárias de maquinários e implementos e lojas que prestam suporte ao setor.

## História

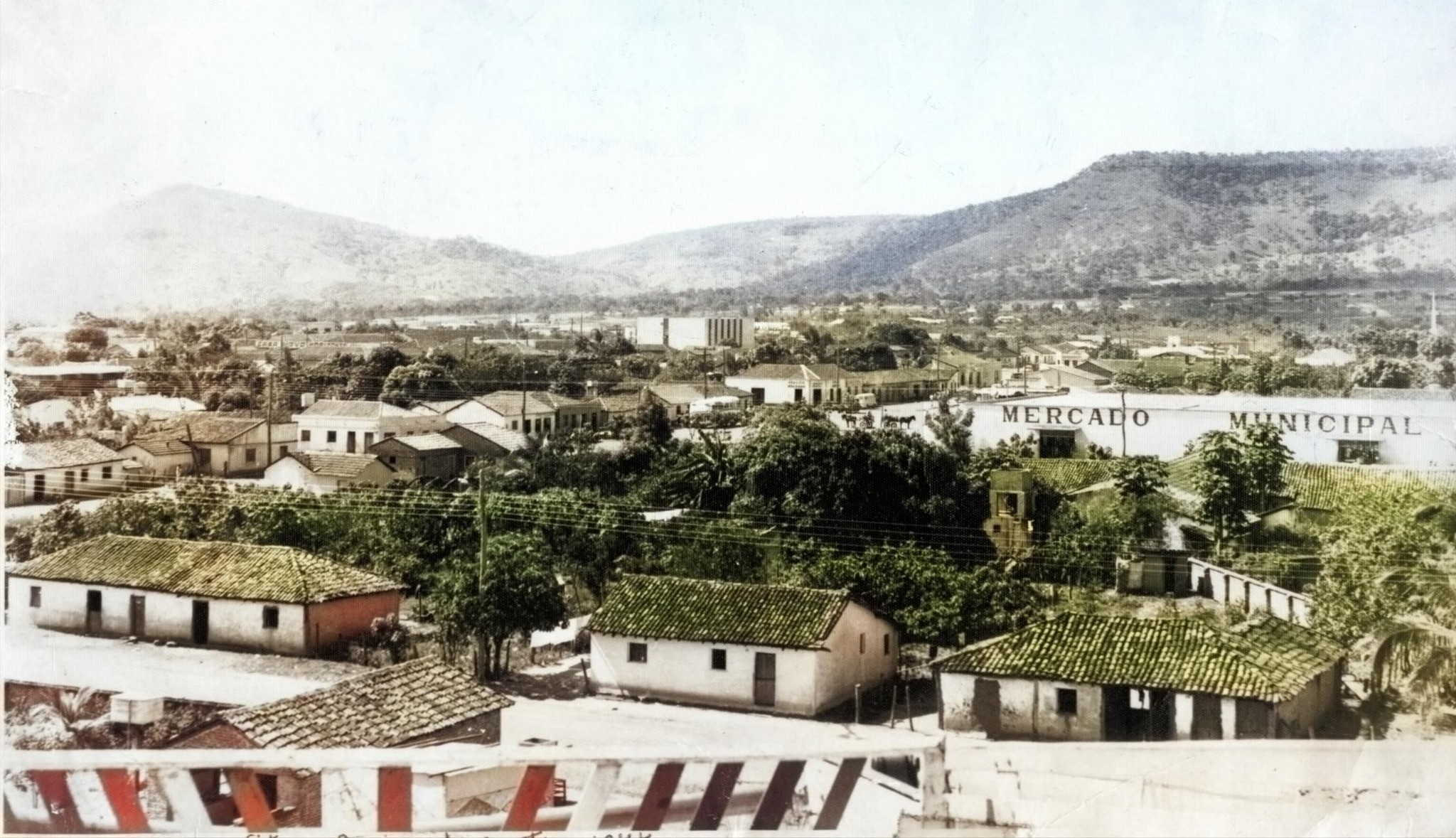
Centro de Paraíso do Tocantins em 1977.

Paraíso do Tocantins nasceu com o surgimento de um povoado às margens da BR-14 (atualmente BR-153), que por sua vez se originou do acampamento de operários que trabalhavam na construção da rodovia, sob responsabilidade da empreiteira Companhia Nacional. José Ribeiro Torres, que chegou ao local em 1958, é considerado o fundador da aglomeração.
O nome Paraíso foi cunhado por Luzia de Melo Balthazar, esposa de Adjúlio Balthazar, que era o encarregado da Companhia Nacional. Ela teria se encantado com as belezas naturais da localidade onde ficava o acampamento dos trabalhadores, uma região aos pés de uma serra (Serra do Estrondo), entre dois córregos de águas cristalinas (Pernada e Buriti), em meio à vegetação de cerrado. 
A emancipação aconteceu poucos anos depois, com a Lei Estadual nº 4.716, de 23 de outubro de 1963. Na ocasião o novo município recebeu o topônimo de Paraíso do Norte, tendo sido desmembrado do município de Pium.
Com a criação e instalação do estado do Tocantins, o Decreto Legislativo nº 001, de 1 de janeiro de 1989, alterou o nome de Paraíso do Norte para Paraíso do Tocantins.

## Geografia
Paraíso do Tocantins possui uma área de 1 292,267 km², sendo o 1145.º maior município do país, o 72.º do estado e o nono em sua região geográfica imediata.

### População
A população de Paraíso do Tocantins é formada por 52 360 pessoas, segundo o Censo de 2022, apresentando densidade demográfica de 40,5 habitantes por km². O município é o 617.º mais populoso do Brasil, o quinto do estado e o primeiro em sua região imediata.
O IBGE estima que a população do município em 2024 seja de 55 164 pessoas. 

### Clima

#### Precipitação
Paraíso do Tocantins tem regime anual de chuvas com totais acumulados entre 1 792 mm e 1 920 mm, com maiores valores mensais registrados em março (entre 280 e 320mm). O período chuvoso dura em média 175 dias, normalmente entre novembro e abril. 

#### Temperatura
A temperatura média de Paraíso do Tocantins é de 24º C. A temperatura mínima média é de 18º C nos pontos mais elevados e de 20º C nos pontos mais baixos do território. As mínimas costuma ser registradas nos meses de junho, julho e agosto.
A temperatura máxima anual varia entre 30º C e 33º C. Esses valores costumam ser registrados no mês de setembro.

## Governo

### Poder Executivo
A sede do Poder Executivo é o Paço Municipal Manoel Lúcio Carvalho Filho, localizado à avenida Transbrasiliana, no centro da cidade. O nome do edifício homenageia o primeiro prefeito eleito.
O atual prefeito de Paraíso do Tocantins é Celso Soares Rêgo Morais. O vice-prefeito é Ubiratan Carvalho Fonseca. A gestão é delegada entre 13 secretarias municipais, instituídas pela Lei Complementar nº 72/2024: Agricultura e Pecuária; Articulação Institucional; Assistência Social, Habitação e da Mulher; Finanças; Indústria, Comércio e Serviços; Infraestrutura, Obras e Mobilidade Urbana; Gestão, Planejamento e Inovação Tecnológica; Licitação e Compras Públicas; Turismo, Lazer e Cultura; Educação; Esporte e Juventude; Meio Ambiente; e Saúde.

#### Histórico de prefeitos
O município já teve 16 prefeitos, dois deles (os dois primeiros) nomeados e 14 eleitos. Em toda a história houve apenas duas reeleições, a de Moisés Avelino, em 2016, e a do atual gestor, em 2024.
Moisés Avelino é o político com mais mandatos, tendo sido eleito para o cargo três vezes (1982, 1012 e 2016). A única mulher a ocupar o cargo foi Virgínia Avelino, eleita em 1996.

### Poder Legislativo
O Poder Legislativo de Paraíso do Tocantins é exercido pela Câmara de Vereadores, sediada no Palácio Zeca Moraes, no centro da cidade. A instituição é composta por 15 parlamentares e presidida pelo vereador Ricardo Silva Diniz.

#### Histórico de presidentes
Nos quase 60 anos de emancipação político-administrativa, o município de Paraíso do Tocantins possuiu diversos Presidentes de Câmara, sendo em sua maioria homens e apenas 4 mulheres ao longo da história.
| Nº | Período   | Vereador(a)                                      | Notas                |
| -- | --------- | ------------------------------------------------ | -------------------- |
| 1  | 1966      | Jovelino Bezerra de Castro                       |                      |
| 2  | 1967-1968 | Abílio de Sousa Galvão                           |                      |
| 3  | 1969      | Álvaro Moreira Milhomem                          |                      |
| 4  | 1970      | Teodorico Alves de Sousa – Dudú Bileú            |                      |
| 5  | 1971-1974 | Acary Gonzaga de Castro                          |                      |
| 6  | 1975-1976 | Juarez de Melo Távora                            |                      |
| 7  | 1977-1978 | Benjamin Figueiredo Veras                        |                      |
| 8  | 1979-1980 | Enésio Rodrigues Costa                           |                      |
| 9  | 1981-1982 | Carolina Barbosa Rêgo – Calú Rêgo                |                      |
| 10 | 1983-1984 | José de Moraes – Zeca Moraes                     |                      |
| 11 | 1985-1986 | José Tavares Neto                                |                      |
| 12 | 1987-1988 | Durval Ribeiro da Silva                          |                      |
| 13 | 1989-1990 | Gentil Costa Filho – Costinha                    |                      |
| 14 | 1991-1992 | Dourival Martins Santiago                        |                      |
| 15 | 1993-1994 | José Carlos Lacerda Cabral                       |                      |
| 16 | 1995-1996 | Devalcir Rodrigues Borges                        |                      |
| 17 | 1997-1998 | João Batista Mariano de Melho – João da Farmácia |                      |
| 18 | 1999-2000 | João de Deus Sousa                               |                      |
| 19 | 2001-2002 | Emival Carvalho da Silva – Vavá Carvalho         |                      |
| 20 | 2003      | Whaytiman Coelho Alencar                         |                      |
| 21 | 2004      | Edivan Brasil Cavalcante                         |                      |
| 22 | 2005      | João Bosco Teles Pessoa – Bosco Moraes           |                      |
| 23 | 2006      | Orlira Fernandes Lopes                           |                      |
| 24 | 2007      | Amiron José Pinto                                | [ 25 ]               |
| 25 | 2008      | Antonio Martins de Sousa – Colombiano            |                      |
| 26 | 2009      | Maria Hilma Oliveira Mascarenhas                 |                      |
| 27 | 2010      | Neivon Bezerra de Sousa                          | [ 26 ]               |
| 28 | 2011      | Lafaiete Félix Lobo                              | [ 27 ]               |
| 29 | 2012      | Virgílio da Silva Azevedo                        | [ 28 ]               |
| 30 | 2013      | Vanessa Alencar Pinto                            |                      |
| 31 | 2014      | Luis Fernando Milhomem Martins – Nando Milhomem  |                      |
| 32 | 2015      | Romilson Ribeiro de Carvalho                     |                      |
| 33 | 2016-2017 | José de Deus Lopes Cunha – JC                    |                      |
| 34 | 2018      | Vanderley Oliveira - Professor Deley             | [ 29 ]               |
| 35 | 2019-2021 | João Camargo                                     | [ 30 ]               |
| 36 | 2022      | Walter Gontijo                                   | [ 31 ]               |
| 37 | 2023-2025 | Ricardo Diniz                                    | [ 32 ] [ 33 ] [ 34 ] |

## Turismo e Cultura

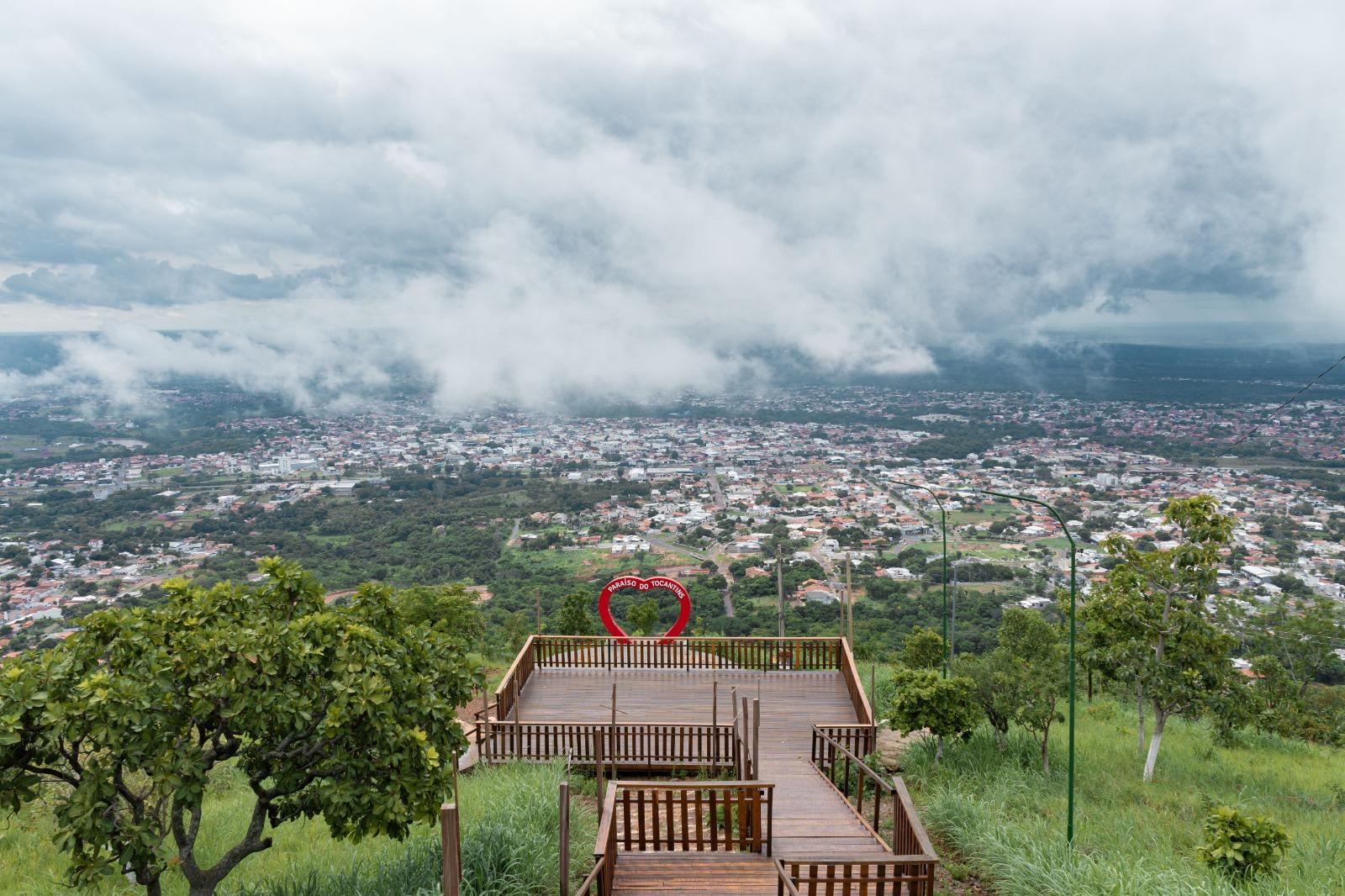
Vista da cidade de Paraíso do Tocantins a partir da Serra do Estrondo

Paraíso do Tocantins integra o Mapa do Turismo Brasileiro, um instrumento do Governo Federal que relaciona os municípios com potencial turístico consolidado ou que são impactados significativamente pela atividade. A cidade se destaca com locais e atividades de lazer, prática de esportes, eventos culturais e religiosos, observação de animais, trilhas ecológicas, gastronomia afetiva, banhos de cachoeira, ciclismo, motocross, dentre outras. 

### Atrativos turísticos

#### Serra do Estrondo
A Serra do Estrondo é o principal atrativo turístico natural de Paraíso do Tocantins, localizada em uma Área de Proteção Ambiental. O local possui mirante com vista panorâmica para a cidade, capela, academia ao ar livre, trilha, quiosque e um centro de vivência. O acesso é gratuito e fica aberto ininterruptamente.
Para chegar ao topo da elevação via trilha, o visitante tem à disposição dois caminhos que partem da região leste da cidade: um no bairro Serrano I, no final da avenida José de Alencar; e outra, o principal deles, no bairro Serrano II, com início na Avenida Parque Ecovila Serra do Estrondo (antes chamada de avenida Visconde de Mauá).
Também existe um acesso de veículos que parte das imediações do marco do quilômetro 57 da rodovia TO-080 (saída para Palmas), a partir do qual são mais sete quilômetros de estrada de chão até o cume.

#### Parque das Águas
O Parque das Águas Dona Juceneuza Lôbo Alencar é uma área de turismo e lazer de Paraíso do Tocantins situado às margens de um lago artificial formado pelo represamento do córrego Buriti. Concebido em 2006 para ser um balneário, o atrativo está localizado entre os setores Oeste e Pouso Alegre, com acessos pelas avenidas São Raimundo Nonato e Paraíso, e pela rua Goiás.
O local conta com píer, área verde, pistas de caminhada e quiosques. O parque já recebeu eventos como shows, torneios de pesca, ações ambientais e outros eventos promovidos pelo poder público e pela iniciativa privada.

### Eventos e festividades

#### ExpoBrasil
A ExpoBrasil é uma feira agropecuária que acontece anualmente, normalmente nos primeiros dias do mês de junho, sendo considerada um dos eventos mais aguardados do calendário regional e reconhecida como uma das principais vitrines do agronegócio no estado do Tocantins, com programação voltada aos produtores rurais, aos empresários e às autoridades para discutir as tendências e os desafios do setor, além de promover negócios, networking e oportunidades para os participantes.
A ExpoBrasil acontece no Parque de Exposições Newton Morais, um espaço privado pertencente ao Sindicato Rural de Paraíso do Tocantins, entidade sem fins lucrativos considerada de utilidade pública municipal. Além de atender o setor do agronegócio, a festa também é voltada ao entretenimento e à celebração da cultura sertaneja, com shows musicais, competições de montaria, concurso de beleza (Garota Expobrasil), cavalgada e outras atrações.

#### Peregrinação à Serra do Estrondo
A Serra do Estrondo também é palco de uma peregrinação realizada na Semana Santa. A tradição começou em 1960, quando Firmino Mendes, um morador da cidade à época, pagou uma promessa subindo a montanha  carregando uma cruz que foi fixada no ponto mais alto. O ato de subir a pé começou a ser repetido por outros moradores, especialmente na madrugada da sexta-feira da Paixão.
Dada a sua importância, a "Romaria do Estrondo", como passou a ser conhecida, foi incluída no Calendário Cultural do Tocantins, que reconhece as manifestações culturais e tradicionais do estado. O evento também recebe apoio do poder público local.

#### Festival do Chambari
Paraíso do Tocantins é considerada a Capital do Chambari. O prato culinário preparado com o ossobuco bovino é considerado patrimônio cultural e gastronômico do estado do Tocantins e virou símbolo da cidade após a iguaria ser apresentada em rede nacional de TV, no quadro JN no Ar, do Jornal Nacional. Na ocasião, o repórter Ernesto Paglia mostrou como o prato é tradicionalmente consumido na cidade: em barraquinhas no meio da rua, servido com arroz, farinha de puba e regado com gotas de limão.
O Festival do Chambari foi criado para celebrar a gastronomia local, sendo um evento integrante do Calendário Cultural do Tocantins. O evento é realizado anualmente, normalmente no mês de setembro, com programação que inclui shows, atrações culturais e estandes que servem pratos que têm como base o chambari, seja em sua forma tradicional ou como complemento de pamonhas, sanduíches, caldos, bolinhos, cuscuzes, risotos e outras variações.
Em 2023, o chambari paraisense foi apresentado na Abav Expo, considerada a maior feira de turismo do Brasil e uma das principais da América Latina. O evento reuniu os principais agentes do setor e promoveu a divulgação do turismo brasileiro.

#### Feneva
A Feira de Negócios do Vale do Araguaia (Feneva) é um evento promovido pela Associação Comercial, Industrial e de Agronegócios e Serviços de Paraíso do Tocantins (Acip) com o objetivo de impulsionar a economia dos municípios que compõem o Vale do Araguaia, fortalecer o comércio e contribuir para a geração de empregos e renda na região. A última edição, denominada Feneva Tech, aconteceu após 14 anos com o tema "Inovação e Desenvolvimento da Biorregião do Vale da Araguaia, Bananal e Cantão". A programação reuniu exposições, workshops, além de divulgação de atividades de pesquisa, extensão e inovação, em parceria com universidades, reunindo projetos científicos, extensionistas, culturais, pedagógicos e de inovação tecnológica.

#### Arraiá no Paraíso
O Arraiá no Paraíso é uma festa junina que já se consolidou como uma tradição no calendário cultural do município. Realizado pelo governo municipal em parceria com a Igreja Católica, o evento em 2025 está em sua quarta edição. A programação costuma durar dois dias e conta com missa, apresentações de quadrilhas, shows musicais, circuito gastronômico e outras atrações.

#### Dia do Evangelho/Evangélico
Instituído pela Lei Municipal nº 1.556, de 6 de outubro de 2009, o Dia do Evangelho é celebrado em Paraíso do Tocantins anualmente no dia 21 de agosto. Entretanto, as comemorações no município tradicionalmente ocorrem no final do mês de outubro, juntamente com a programação do aniversário da cidade, em alusão ao Dia Nacional do Evangélico (30 de novembro), instituído pela Lei Federal n.º 12.328, sancionada em 2010 pelo então presidente Lula.

#### Festejos de São José Operário
São José Operário é o padroeiro de Paraíso do Tocantins. O município estabeleceu o dia 1º de maio como a data para celebração do santo católico e, anualmente, ocorrem os festejos em sua homenagem em meados de abril e maio.

### Patrimônio

#### Museu Municipal João Batista de Brito
O Museu Municipal João Batista de Brito é o único museu de Paraíso do Tocantins. O empreendimento público está localizado na Praça José Torres, no centro da cidade, no edifício da antiga sede do Fórum da comarca local, hoje tombado como patrimônio histórico cultural. Além de um acervo que reúne diversos materiais que rememoram a história do município, espaço, hoje desativado, foi inicialmente aberto com recursos tecnológicos, como uma lousa digital, e ambientes para realização de mostras de cinema e aulas de música.

#### Bibliotecas Públicas
- Biblioteca Municipal Cora Coralina
- Biblioteca José de Moraes do Instituto Federal Campus Paraíso do Tocantins

#### Centros Culturais e Teatros
- Palácio da Cultura Cora Carolina
- Teatro Municipal Cora Coralina

### Feriados Municipais
- 19 de Março - dia de São José Operário, padroeiro da cidade, transferido para o dia 1º de maio.
- 23 de Outubro - aniversário da cidade

## Educação e ciência

### Educação básica
Segundo o Censo Escolar 2024, Paraíso do Tocantins conta com 36 instituições de ensino ofertando todas as etapas da educação básica (uma federal, 10 estaduais, 16 municipais e nove privadas). O quantitativo de matrículas nesta etapa da educação é apresentado de forma detalhada na tabela a seguir:
| Rede                      | Rede                      | Educação infantil | Educação infantil | Educação infantil | Ensino fundamental | Ensino fundamental | Ensino fundamental | Ensino Médio | Total  |
| Rede                      | Rede                      | Creche            | Pré-escola        | Total             | Anos iniciais      | Anos finais        | Total              | Ensino Médio | Total  |
| ------------------------- | ------------------------- | ----------------- | ----------------- | ----------------- | ------------------ | ------------------ | ------------------ | ------------ | ------ |
| Pública                   | Municipal                 | 1 128             | 1 390             | 2 518             | 3 084              | 0                  | 3 084              | 0            | 5 602  |
| Pública                   | Estadual                  | 0                 | 0                 | 0                 | 0                  | 2 941              | 2 941              | 2 123        | 5 064  |
| Pública                   | Federal                   | 0                 | 0                 | 0                 | 0                  | 0                  | 0                  | 258          | 258    |
| Total rede pública        | Total rede pública        | 1 128             | 1 390             | 2 518             | 3 084              | 2 941              | 6 025              | 2 381        | 10 924 |
| Privada                   | Privada                   | 130               | 265               | 395               | 567                | 409                | 976                | 182          | 1 553  |
| Total (pública + privada) | Total (pública + privada) | 1 258             | 1 655             | 2 913             | 3 651              | 3 350              | 7 001              | 2 563        | 12 477 |

#### Ideb
A qualidade da educação básica pode ser mensurada por meio do Índice de Desenvolvimento da Educação Básica (Ideb), um indicador que reúne os resultados do fluxo escolar e o desempenho no Sistema de Avaliação da Educação Básica (Saeb). A nota varia de zero a dez, sendo a nota seis o valor correspondente a um sistema educacional de qualidade comparável ao dos países desenvolvidos.
A última edição do Ideb é referente aos resultados de 2023. Em Paraíso do Tocantins, os índices da rede pública foram de 6,3 para os anos iniciais do ensino fundamental (1º ao 5º ano); e 5,2 para os anos finais (6º ao 9º ano). Já o ensino médio obteve nota 4,2 no município. A evolução do índice no período de 2005 a 2025 é detalhada na tabela a seguir:
| Etapa                                      | Rede      | 2005 | 2007 | 2009 | 2011 | 2013 | 2015 | 2017 | 2019 | 2021 | 2023 |
| ------------------------------------------ | --------- | ---- | ---- | ---- | ---- | ---- | ---- | ---- | ---- | ---- | ---- |
| Ensino Fundamental Regular - Anos Iniciais | Estadual  | 4,8  | 4,8  | 4,9  | 5,5  | 5,8  | 5,9  | 6,7  | 5,5  | 5,9  | 6,0  |
| Ensino Fundamental Regular - Anos Iniciais | Municipal | 3,4  | 3,8  | 4,5  | 5,0  | 5,2  | 5,8  | 6,3  | 6,5  | 5,8  | 6,3  |
| Ensino Fundamental Regular - Anos Iniciais | Pública   | 4,2  | 4,4  | 4,7  | 5,3  | 5,5  | 5,9  | 6,4  | 6,4  | 5,8  | 6,3  |
| Ensino Fundamental Regular - Anos Finais   | Estadual  | 4,0  | 4,1  | 4,1  | 4,4  | 3,8  | 4,0  | 5,1  | 5,0  | 5,1  | 5,2  |
| Ensino Fundamental Regular - Anos Finais   | Municipal | 3,3  | 3,2  | 4,5  | 4,0  | -    | -    | -    | -    | -    | -    |
| Ensino Fundamental Regular - Anos Finais   | Pública   | 3,8  | 4,0  | 4,2  | 4,3  | 3,8  | 4,0  | 5,1  | 5,0  | 5,1  | 5,2  |
| Ensino Médio Regular                       | Estadual  | -    | -    | -    | -    | -    | -    | 3,8  | 4,1  | -    | 4,2  |
| Ensino Médio Regular                       | Federal   | -    | -    | -    | -    | -    | -    | 4,4  | -    | -    | -    |
| Ensino Médio Regular                       | Pública   | -    | -    | -    | -    | -    | -    | 3,9  | 4,1  | -    | 4,2  |

Em 2020, a rede municipal de ensino de Paraíso do Tocantins recebeu o selo "Bom Percurso" por meio do projeto Educação que Faz a Diferença, fruto de parceria entre o Interdisciplinaridade e Evidências no Debate Educacional (Iede), o Instituto Rui Barbosa (IRB) e os Tribunais de Contas (TCs) do Brasil. O reconhecimento evidenciou a busca pela garantia da aprendizagem da maioria dos alunos, os esforços para redução das desigualdades, o trabalho pela permanência dos estudantes nas escolas, os avanços consistentes na aprendizagem ao longo dos anos e o Ideb acima das expectativas.

### Ensino superior

#### Fecipar
A Faculdade de Educação, Ciências e Letras de Paraíso do Tocantins (Fecipar) é uma instituição privada de ensino superior fundada em 1993 e mantida pela Fundação Educacional de Paraíso do Tocantins (Fepar). Com campus localizado no Setor Interlagos, oferta cursos presenciais de Pedagogia, Administração, Ciências Contábeis e Letras.

#### IFTO
Paraíso do Tocantins conta com um campus do Instituto Federal de Educação, Ciência e Tecnologia do Tocantins (IFTO) localizado no Distrito Agroindustrial, com reitoria instalada em Palmas. O portfólio de cursos de graduação ofertados presencialmente no município inclui bacharelados em Administração e Sistemas de Informação; licenciaturas em Matemática e Química; e tecnológicos em Alimentos e Gestão da Tecnologia da Informação.

#### UnirG
Com campus instalado em 2021, a Universidade de Gurupi (UnirG) oferta no município o curso de Medicina em duas unidades: uma no Setor Oeste, em um edifício doado pela prefeitura local; e outra no Setor Milena.

#### Unitins
A Universidade Estadual do Tocantins (Unitins), uma instituição pública de ensino superior, também está presente em Paraíso do Tocantins, ofertando cursos de bacharelado em Ciências Contábeis e Direito, além de superior tecnológico em Gestão do Agronegócio. O campus, inaugurado em 2020 como resultado da articulação de vereadores, está instalado no centro da cidade.

#### Educação à distância
Paraíso do Tocantins também conta com polos de instituições de ensino superior instalados na cidade que ofertam cursos de graduação à distância (EaD) e semi presenciais, dentre elas: UniCesumar, Unip e Anhanguera.

## Economia
Paraíso do Tocantins é considerada a referência comercial do Vale do Araguaia, com uma economia diversificada que combina o setor de serviços, indústria, agroindústria e comércio.
O município abriga o Parque Agroindustrial José Antônio de Deus (PAIP), composto originalmente por 199 lotes em uma área de 1 281 800 m², localizada no quilômetro 503 da BR-153. Até 2017 estavam instaladas no espaço 15 indústrias, que geravam cerca de 1 700 empregos diretos e indiretos. Em 2025 foi iniciada uma obra para construção de um anel viário no local, com conclusão prevista no mesmo ano.
A cidade também possui o Parque Industrial Álvaro Milhomem (PIAM), no setor Nova Esperança; e o Polo Comercial das Micro e Pequenas Empresas de Paraíso do Tocantins Edson Sulinha (Pimep), no setor Nova Fronteira, este último inaugurado em 2025.

### Perfil empresarial
Segundo a Base de dados do Cadastro Nacional da Pessoa Jurídica (CNPJ), Paraíso do Tocantins possuía, até maio de 2025, um total de 6 797 empresas ativas (6 434 matrizes e 363 filiais), sendo elas 4 247 empresários individuais, 2 459 sociedades limitadas, 54 sociedades anônimas fechadas, 14 sociedades anônimas abertas, 10 cooperativas, oito sociedades em conta participação, duas empresas públicas, duas sociedades de economia mista e um consórcio de sociedades.
O setor de serviços tem maior participação no mercado empresarial do município, com 2 654 estabelecimentos (42%). Já o comércio representa 37% (2 298 empresas), seguido pela indústria, com 692 negócios instalados; e pela construção civil, que possui 483 empresas. A agropecuária possui 71 cadastros ativos.

### Cerâmica
A cidade possui a maior produção de cerâmica do estado. Duas características chamam a atenção dos investidores, o fácil acesso as rodovias e a grande oferta de matéria prima na região. A empresa TECNOTELHA revolucionou o mercado local ao instituir as telhas de concreto no município.

Cerâmica Milenium : A empresa é uma das mais produtivas do estado do Tocantins. Trabalha com produção sustentável, e passou a receber créditos de carbono, que são bônus emitidos por entidades ambientais a indústrias que ajudam a reduzir a emissão de gases poluentes.

### Biodiesel
Biotins-Energia : Usina de Biodiesel localizada no Distrito Industrial de Paraíso. A Biotins-Energia realizou um alto investimento na implantação de sua unidade em Paraíso movimentando a economia e possibilitando atrair outros investimentos para a região. O Tocantins é o estado brasileiro que reúne as condições ideais para o cultivo de plantas com óleo, entre elas o pinhão manso. A cidade está localizada em um ponto estratégico de fácil logística de distribuição.

## Comunicações

### Imprensa local
O município conta com veículos de comunicação que atuam na cobertura de notícias locais e regionais, dentre eles destacam-se o Surgiu e o Correio do Povo.

### Telefonia
O código de DDD da cidade, assim como de todo o estado do Tocantins, é o 63.

### TV
As emissoras de televisão de Paraíso são:
- TV Anhanguera (Rede Globo) - canal 10
- TV Jovem (RecordTV) - canal 8
- RBTV - canal 4
- TV Paraíso (SBT) - canal 13
- TVE Tocantins - canal 2

### Rádio
Além das emissoras de televisão, o município de Paraíso também dispõe das seguintes emissoras de rádio:
- Rádio Paraíso FM - 104,9 MHz - «www.paraiso104fm.com.br»
- Rádio CBN Tocantins - Palmas (Rede CBN de Rádio) - 101,9 MHz FM  - «www.cbntocantins.com.br» e/ou «www.cbn.com.br»
- Rádio Líder Paraíso FM - 95,7 MHz
- Rádio Digital FM - 105,5 MHz

### Serviços postais
O município possui apenas uma agência dos Correios, no centro da cidade. Desde julho de 2025 os logradouros do município passaram a ser identificados por códigos de endereçamento postal (CEPs) únicos (até então toda a cidade utilizava apenas um CEP).

### Conectividade
A cidade possui vários provedores de internet, sejam de banda larga, de fibra óptica e rádio.

## Esporte
Paraíso do Tocantins tem ganhado destaque como um importante polo esportivo no interior do Tocantins, sendo conhecida como Capital do Esporte no estado. A infraestrutura esportiva, aprimorada nos últimos anos, sedia diferentes eventos esportivos, locais, regionais e nacionais; e atrai atletas em diversas modalidades.
Além do futebol, que é muito praticado, Paraíso possui equipes abertas de outros esportes. A cidade também oferece na área esportiva, campeonatos estudantis em diversas modalidades, como: Voleibol, Futsal, Basquetebol e Handebol, sendo o último uma das maiores potencias do Estado na modalidade.
Em 2007 a Oficina do Stefanis, time representante de Paraíso na Copa Tocantins de Futsal Ouro, se sagrou Campeão Estadual ao enfrentar a ADEPA (Pedro Afonso).
Acontece em Paraíso a Copa ACIP de Futsal e o Jogos do Aniversário de Paraíso (JAP's) que tradicionalmente é realizado desde 1984.

#### Futebol
Umas das maiores paixões do povo de Paraíso é o futebol, isso se constata no número de agremiações qua já representaram o município no futebol profissional do estado.
Tendo inclusive uma equipe com seis títulos estaduais do Campeonato Tocantinense de Futebol Feminino.
No futebol masculino, além do Paraíso Esporte Clube (2014-2021), o município já foi representado por:
Intercap Esporte Clube, Clube Atlético Paraíso, Central Atlético Paraíso, Clube Atlético Cerrado, Nova Conquista Esporte Clube, Escola Paraíso Futebol Clube e
Interlagos Esporte Clube.